# 萩原あみ
萩原 あみ（はぎはら あみ、11月1日 - ）は、日本の女性声優、女優。血液型はA型。大阪府出身。フリーとなるまではアトミックモンキー所属であった。

## 経歴
テレビアニメ『07-GHOST』のラジオを聞いたことがきっかけで声優を目指した。 
アトミックモンキー／声優・演技研究所　第8期卒業生。

## 出演
太字はメインキャラクター。

### テレビアニメ
- カードファイト!! ヴァンガードG NEXT（2016年、女子生徒、職員、友達）
- PERSONA5 the Animation（2018年、秀尽生徒D）
- 真・中華一番!（2019年 - 2021年、ティア、カリン、村の女） - 2シリーズ
- ドールズフロントライン（2022年、ハンター）

### Webアニメ
- 拡張少女系トライナリー（2017年、恋ヶ崎みやび）
- ロボットガールズNEO（2018年、グレちゃん〈グレートマジンガー〉[2]）
- どるふろ -癒し篇2-（2021年、ハンター[3]）

### ゲーム
2014年
- 喋る!海賊ファンタジア（舞踏銃姫ゴトク）
- 戦場のウェディング

2016年
- ゴシックは魔法乙女〜さっさと契約しなさい!〜（ジギタリス、インファリア）
- サウザンドメモリーズ（蒼水の士官補ミロ、華雨の紗忍ナツメ）

2017年
- 拡張少女系トライナリー（恋ヶ崎みやび）
- ドラゴンハート（孫尚香、ファン・ジニ）
- ヘリックスホライゾン（ちゅー）

2018年
- ドールズフロントライン（ARX-160、ハンター）
- ロボットガールズZ ONLINE（グレちゃん〈NEO〉）
- コトダマン（ホラー、スフェーン）
- AOV 傳說對決（莉莉安のスキン）

2019年
- ガーディアン・プロジェクト（翔鶴、インディペンデンス、グレミャーシチイ）

2020年
- ファイナルギア -重装戦姫-（プリシーラ）

### ラジオ
※はインターネット配信。
- 萩原あみのおすわり！（2019年、&CAST!!!※）
- 萩原あみと藤井彩加のあみあや放送局（2019年 - 2020年、&CAST!!!※）

### その他コンテンツ
- 『リアルでレベル上げしたらほぼチートな人生になった』ボイスドラマ（2016年、宮城青葉）

## ディスコグラフィ

### キャラクターソング
| 発売日        | タイトル                                                                 | 歌                                 | 楽曲 | 備考                                                         |
| ------------- | ------------------------------------------------------------------------ | ---------------------------------- | --- | ------------------------------------------------------------ |
| 2016年8月12日 | 乙女全力☆マジsummer                                                      | LOVE☆MAXガールズ                   | 「乙女全力☆マジsummer」 | ゲーム『ゴシックは魔法乙女〜さっさと契約しなさい！〜』関連曲 |
| 2017年4月29日 | 冥界城†マスカレード                                                      | LOVE☆MAXガールズ 白組              | 「冥界城†マスカレード」 | ゲーム『ゴシックは魔法乙女〜さっさと契約しなさい！〜』関連曲 |
| 2018年1月10日 | 拡張少女系トライナリー・キャラクターソングアルバム                       | TRINARY                            | 「テクトラ! - Yumemille feuille guruRemiX. -」 「The Truly Lovely Show !!」 「テクトラ！〜ハッピーラッキー夢みるふぃーゆ・おりじなる(DemoMix)〜」 | 『拡張少女系トライナリー』テーマソング                       |
| 2018年1月10日 | 拡張少女系トライナリー・キャラクターソングアルバム                       | 恋ヶ崎みやび（萩原あみ）           | 「BOOLEAN_PARADOX/.」 | 『拡張少女系トライナリー』関連曲                             |
| 2018年1月10日 | FreyMENOW the AnniversaryBest. 〜Wishreal & phobia feat.TRINARY〜        | FreyMENOW（平山笑美） feat.TRINARY | 「Commiato 〜光は闇へと消え、そして訪れる光〜（from.wishphobia）」                                                                                | 『拡張少女系トライナリー』関連曲                             |
| 2020年4月29日 | ゴシックは魔法乙女 キャラクターソングCD ジギタリス「Death or Donut!!!!」 | ジギタリス（萩原あみ）             | 「Death or Donut!!!!」 | ゲーム『ゴシックは魔法乙女〜さっさと契約しなさい！〜』関連曲 |
| 2020年7月1日  | 相棒に贈るLOVESONG! 異世界輸入盤 #2020-04＜國政綾水＞                    | 恋ヶ崎みやび（萩原あみ）           | 「ペンギン帝國」 | 『拡張少女系トライナリー』関連曲                             |

### ユニットメンバー
1. ↑  ラナン（瀬戸奈保子）、カトレア（岡田みほ）、スフレ（沖田かなで）、プルメリア（竹内裕美）、ロザリー（水野なみ）、ジギタリス（萩原あみ）、リリー（ブリドカットセーラ恵美）、ルチカ（岩井映美里）、カルミア（平野有紗）、ダチュラ（生田善子）
2. ↑  カトレア（岡田みほ）、スフレ（沖田かなで）、カルミア（平野有紗）、ジギタリス（萩原あみ）、ダチュラ（生田善子）
3. 1 2  たけだまりこ、中恵光城、八木侑紀、萩原あみ、平山笑美